# Большое Елово
Большое Елово — село в Елабужском районе Татарстана. Административный центр и единственный населенный пункт Большееловского сельского поселения.

## География
Находится в северной части Татарстана на расстоянии приблизительно 27 км на запад по прямой от районного центра города Елабуга в 5 км от реки Вятка.

## История
Основано в XVII веке. Упоминалось также как Архангельское (по церкви). В 1885—1890 годах построена каменная Архангельская церковь (вместо сгоревшей деревянной). Население состояло долгое время из кряшен и русских.

## Население
Постоянных жителей было в 1782 году — 131 душа мужского пола, в 1834—496, в 1887—1153, в 1920—1261, в 1926—999, в 1938—914, в 1958—348, в 1970—375, в 1989—248. Постоянное население составляло 309 человек (татары 40 %, русские 53 %) в 2002 году, 305 в 2010.
| 2012 | 2013 | 2014 | 2015 | 2016 | 2017 |
| ---- | ---- | ---- | ---- | ---- | ---- |
| 312  | ↗316 | ↘308 | ↘290 | ↘281 | ↘275 |